# I Loves You, Porgy

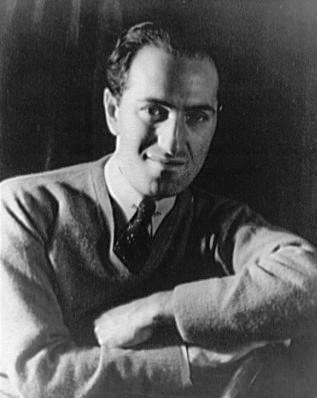
George Gershwin (1937)

I Loves You, Porgy ist ein Duett aus der Oper Porgy and Bess mit der Musik von George Gershwin und dem Liedtext von Ira Gershwin. Es wurde erstmals am 10. Oktober 1935 im Alvin Theatre in New York gesungen.

## Hintergrund
Ursprünglich ein Duett von Anne Brown und Todd Duncan in der 1935er Erstaufführung und der 1942er Wiederaufnahme der Oper, wurde I Loves You, Porgy als Solonummer von einigen bekannten Sängern/Sängerinnen  und Jazzmusikern aufgenommen, am bekanntesten Billie Holiday (1948), Oscar Peterson (1959), Ella Fitzgerald und Louis Armstrong (1957), Miles Davis mit Bill Evans als Arrangeur (1958) sowie Nina Simone. Die Aufnahme des Liedes von Nina Simone (aus dem Album Little Girl Blue, 1958) war im Herbst 1959 ein Top 20 Pop Hit in den Vereinigten Staaten von Amerika. Simones Version des Liedes brachte es auf Platz 18 in den Billboard Hot 100 und auf Platz 2 in den R&B Charts. Eine Live-Version des Liedes spielte sie 1964 auf ihrem Album Nina Simone in Concert. Bill Evans Klaviertrio-Version, aufgenommen 1961 im Village Vanguard, ist auch sehr bekannt. Jüngere Aufnahmen stammen zum Beispiel vom Trompeter/Flügelhornisten Clark Terry, der die Oper gemeinsam mit den Chicago Jazz Orchestra unter der Leitung von Jeff Lindberg aufgenommen hat oder von Keith Jarrett, auf dessen Album The Melody at Night, with You der Song zu finden ist.

## Coverversionen
- James Brown nahm I Loves You, Porgy für das Album Cold Sweat (1967) auf.
- Barbra Streisand nahm I Loves You, Porgy als Medley zusammen mit Bess, You Is My Woman Now (gesungen als Porgy, I’s Your Woman Now) auf ihrem Album The Broadway Album (1985) auf.[6]
- Jex Saarelaht und Kate Ceberano nahmen eine Version auf ihrem Album Open the Door – Live at Mietta’s (1992) auf.[7]
- Whitney Houston sang I Loves You, Porgy 1994 zu Beginn eines Medleys zusammen mit I Have Nothing bei den American Music Awards. Dieser Auftritt ist auf der 2014 veröffentlichten CD/DVD Whitney Houston Live: Her Greatest Performances enthalten.[8] Houston sang die Melodie mehrere Mal 1993 auf ihrer Bodyguard Tour, ebenso 1997 bei ihrer im Fernsehen (Home Box Office) übertragenen Sendung Classic Whitney: Live in Washington, D.C.[9]
- Christina Aguilera sang eine von der Kritik gelobte Interpretation des Liedes bei der Grammy-Nominierung im Dezember 2008.[10]